# Cryptophelenchus piceae
Cryptophelenchus piceae är en rundmaskart. Cryptophelenchus piceae ingår i släktet Cryptophelenchus och familjen Aphelenchidae. Inga underarter finns listade i Catalogue of Life.